# نود و چهارمین دوره جوایز اسکار
مراسم نود و چهارمین دوره جوایز اسکار به میزبانی آکادمی علوم و هنرهای سینما (AMPAS) از بهترین فیلم‌های اکران‌شده از ۱ مارس تا ۳۱ دسامبر ۲۰۲۱ تجلیل می‌کند و در ۲۷ مارس ۲۰۲۲ در سالن تئاتر دالبی، هالیوود لس آنجلس، کالیفرنیا برگزار شد. در آوریل ۲۰۲۰ اعلام شد که دسته‌بندی بهترین فیلم ده نامزد دارد که از این مراسم شروع می‌شود. این از زمان هشتاد و سومین دوره جوایز اسکار اولین باری است که ده فیلم در این دسته‌بندی معرفی می‌شوند. نامزدهای این مراسم در ۸ فوریهٔ ۲۰۲۲ اعلام شدند. کودا برندهٔ جایزهٔ بهترین فیلم و تلماسه برندهٔ شش جایزه شد.

## برندگان و نامزدی‌ها

### جوایز
نام برندگان در ابتدای فهرست قرار دارد و با خط درشت مشخص گردیده‌است.
| بهترین فیلم - کودا – فیلیپ روسلت، فابریس جیانفرمی و پاتریک واکسبرگر - بلفاست – لورا برویک، کنت برانا، بکا کواچیک، تامار تامس - بالا را نگاه نکن – آدام مک‌کی و کوین مسیک - ماشینم را بران – تروهیسا یامامیتو - تل‌ماسه – ماری پارنت، دنی ویلنوو و کیل بویتر - شاه ریچارد – تیم وایت، ترور وایت و ویل اسمیت - لیکریش پیتزا – سارا مورفی، آدام سامنر و پل توماس اندرسن - کوچه کابوس – گیرمو دل تورو، جی. مایلز دیل و بردلی کوپر - قدرت سگ – جین کمپیون، تانیا سقاچیان، امیل شرمن، این کنینگ و راجر فراپیر - داستان وست ساید – استیون اسپیلبرگ و کریستی ماکوسکو کریگر | بهترین کارگردانی - جین کمپیون – قدرت سگ - کنت برانا – بلفاست - ریوسوکی هاماگوچی – ماشینم را بران - پل توماس اندرسن – لیکریش پیتزا - استیون اسپیلبرگ – داستان وست ساید |
| بهترین بازیگر نقش اول مرد - ویل اسمیت – شاه ریچارد در نقش ریچارد ویلیامز - خاویر باردم – ریکاردو بودن در نقش دزی آرناز - بندیکت کامبربچ – قدرت سگ در نقش فیل بربنک - اندرو گارفیلد – تیک، تیک… بوم! در نقش جاناتان لارسون - دنزل واشینگتن – تراژدی مکبث در نقش لرد مکبث | بهترین بازیگر نقش اول زن - جسیکا چستین – چشم‌های تامی فی در نقش تامی فی مسنر - الیویا کلمن – دختر گم‌شده در نقش لدا کاروسو - پنه‌لوپه کروز – مادران موازی در نقش یانیس مارتینز مورنو - نیکول کیدمن – ریکاردو بودن در نقش لوسیل بال - کریستن استوارت – اسپنسر در نقش دایانا، شاهدخت ولز |
| بهترین بازیگر نقش مکمل مرد - تروی کوتسور – کودا در نقش فرانک روسی - کیران هایندز – بلفاست در نقش «پاپ» - جسی پلمونس – قدرت سگ در نقش جورج بربنک - جی. کی. سیمونز – ریکاردو بودن در نقش ویلیام فرالی - کدی اسمیت-مک‌فی – قدرت سگ در نقش پیتر گوردون | بهترین بازیگر نقش مکمل زن - آریانا دبوز – داستان وست ساید در نقش آنیتا - جسی باکلی – دختر گم‌شده در نقش لدا کاروسوی جوان - جودی دنچ – بلفاست در نقش «مادربزرگ» - کیرستن دانست – قدرت سگ در نقش رز گوردن - آنجانو الیس – شاه ریچارد در نقش اورسین «برندی» پاریس |
| بهترین فیلم‌نامه غیراقتباسی - بلفاست – به نویسندگی کنت برانا - بالا را نگاه نکن – فیلم‌نامه از آدام مک‌کی; داستان از آدام مک‌کی و دیوید سیروتا - شاه ریچارد – به نویسندگی زک بالین - لیکریش پیتزا – به نویسندگی پل توماس اندرسن - بدترین فرد در جهان – به نویسندگی اسکیل فوگت و یواخیم تری‌یر | بهترین فیلم‌نامه اقتباسی - کودا – فیلم‌نامه از سیان هدر; بر اساس فیلمنامه La Famille Bélier اثر ویکتوریا بدوس، توماس بیدگین، استانیسلاس کاره دو مالبرگ و اریک لارتیگاو - ماشینم را بران – فیلم‌نامه از ریوسوکی هاماگوچی و تاکوماسا اوی؛ بر اساس مردان بدون زن از هاروکی موراکامی - تل‌ماسه – فیلم‌نامه از جان اسپیتز و دنی ویلنوو و اریک راث; بر اساس رمان به همین نام از فرانک هربرت - دختر گم‌شده – فیلم‌نامه از مگی جیلنهال; بر اساس رمان به همین نام از النا فرانته - قدرت سگ – فیلم‌نامهٔ جین کمپیون; بر اساس رمان به همین نام از توماس ساویج |
| بهترین فیلم پویانمایی - افسون – جرد بوش، بایرون هاوارد، ایوت مرینو و کلارک اسپنسر - فلی – یوناس پوهر راسموسن، مونیکا هلستروم، سیگنه بیرج سورنسن و شارلوت د لا گورنری - لوکا – انریکو کازاروزا و آندره وارن - میچل‌ها در برابر ماشین‌ها – مایک ریاندا، فیل لرد و کریستوفر میلر و کورت آلبرشت - رایا و آخرین اژدها – دان هال، کارلوس لوپز استرادا، اوسنات شورر و پیتر دل وچو | بهترین فیلم بین‌المللی - ماشینم را بران (ژاپن) به زبان ژاپنی – به کارگردانی ریوسوکی هاماگوچی - Flee (دانمارک) به زبان دانمارکی – به کارگردانی Jonas Poher Rasmussen - دست خدا (فیلم ۲۰۲۱) (ایتالیا) به زبان ایتالیایی – به کارگردانی پائولو سورنتینو - Lunana: A Yak in the Classroom (بوتان) به زبان دزونگخا – به کارگردانی پاوو چوینینگ دورجی - بدترین فرد در جهان (نروژ) به زبان نروژی – به کارگردانی یواخیم تری‌یر |
| جایزه اسکار بهترین فیلم مستند - Summer of Soul – Questlove, Joseph Patel, Robert Fyvolent و David Dinerstein - Ascension – Jessica Kingdon, Kira Simon-Kennedy و Nathan Truesdell - Attica – Stanley Nelson و Traci A. Curry - Flee – Jonas Poher Rasmussen, Monica Hellström, Signe Byrge Sørensen و Charlotte De La Gournerie - Writing with Fire – Rintu Thomas و Sushmit Ghosh | جایزه اسکار بهترین فیلم مستند کوتاه - The Queen of Basketball – Ben Proudfoot - Audible – Matthew Ogens و Geoff McLean - Lead Me Home – Pedro Kos و Jon Shenk - Three Songs for Benazir – Elizabeth Mirzaei و Gulistan Mirzaei - When We Were Bullies – Jay Rosenblatt |
| جایزه اسکار بهترین فیلم کوتاه - The Long Goodbye – Aneil Karia و Riz Ahmed - Ala Kachuu - Take and Run – Maria Brendle و Nadine Lüchinger - The Dress – Tadeusz Łysiak و Maciej Ślesicki - On My Mind – Martin Strange-Hansen و Kim Magnusson - Please Hold – K.D. Dávila و Levin Menekse | جایزه اسکار بهترین پویانمایی کوتاه - The Windshield Wiper – Alberto Mielgo و Leo Sanchez - Affairs of the Art – Joanna Quinn و Les Mills - Bestia – Hugo Covarrubias و Tevo Díaz - BoxBallet – Anton Dyakov - Robin Robin – Dan Ojari و Mikey Please |
| جایزه اسکار بهترین موسیقی فیلم - تل‌ماسه – هانس زیمر - بالا را نگاه نکن – نیکولاس بریتل - افسون – ژرمن فرانکو - مادران موازی – آلبرتو ایگلسیاس - قدرت سگ – جانی گرینوود | جایزه اسکار بهترین ترانه - «زمانی برای مردن نیست» از زمانی برای مردن نیست – موسیقی و لیریکس از بیلی آیلیش و فینیس اوکانل - «Be Alive» از شاه ریچارد – موسیقی و لیریکس از بیانسه و DIXSON - «Dos Oruguitas» از افسون – موسیقی و لیریکس از لین-منوئل میرندا - «Down to Joy» از بلفاست – موسیقی و لیریکس از ون موریسون - «به نحوی انجام بده» از چهار روز خوب – موسیقی و لیریکس از داین وارن |
| بهترین صداگذاری - تل‌ماسه – مک روث، مارک مانگینی، تئو گرین، داگ همفیل، ران بارتلت - بلفاست – دنیز یارد، سایمون چیس، جیمز ماتر، نیو آدیری - زمانی برای مردن نیست – سیمون هیز، الیور تارنی، جیمز هریسون، پل ماسی، مارک تیلور - قدرت سگ – ریچارد فلین، رابرت مکنزی، تارا وب - داستان وست ساید – تاد آ. میتلند، گری رایدستورم، برایان چامنی، اندی نلسون، شان مورفی | بهترین طراحی صحنه - تل‌ماسه – طراحی تولید: پاتریس ورمت؛ تزیین ست: زسوزانا سیپوس - کوچه کابوس – Production Design: Tamara Deverell; Set Decoration: Shane Vieau - قدرت سگ – Production Design: Grant Major; Set Decoration: Amber Richards - تراژدی مکبث – Production Design: Stefan Dechant; Set Decoration: نانسی هی - داستان وست ساید – Production Design: Adam Stockhausen; Set Decoration: Rena DeAngelo |
| بهترین فیلم‌برداری - تل‌ماسه – گرگ فریزر - کوچه کابوس – دن لاستسن - قدرت سگ – آری وگنر - تراژدی مکبث – برونو دل‌بونل - داستان وست ساید – یانوش کامینسکی | بهترین چهره‌پردازی و آرایش مو - چشم‌های تامی فی – لیندا داودز، استفانی اینگرام و جاستین رالی - سفر به آمریکا ۲ – مایک مارینو، استیسی موریس و کارلا فارمر - کروئلا – نادیا استیسی، نائومی دان و جولیا ورنون - تل‌ماسه – دونالد موات، لاو لارسون و اوا فون باهر - خانه مد گوچی – گوران لوندستروم، آنا کارین لاک و فردریک آسپیراس |
| بهترین طراحی لباس - کروئلا – جنی بیون - سیرانو – ماسیمو کانتینی پارینی - تل‌ماسه – ژاکلین وست و باب مورگان - کوچه کابوس – لوئیس سکویرا - داستان وست ساید – پل تازول | بهترین تدوین - تل‌ماسه – جو واکر - بالا را نگاه نکن – هانک کوروین - شاه ریچارد – پاملا مارتین - قدرت سگ – پیتر سایبراس - تیک، تیک… بوم! – مایرون کرستاین و اندرو ویزبلوم |
| بهترین جلوه‌های تصویری - تل‌ماسه – پل لمبرت، تریستن مایلز، برایان کانر و گرد نفزر - مرد آزاد – سوئن گیلبرگ، برایان گریل، نیکوس کالایتزیدیس و دن سودیک - زمانی برای مردن نیست – چارلی نوبل، جوئل گرین، جاناتان فاکنر و کریس کوربولد - شانگ چی و افسانه ده حلقه – کریستوفر تاونسند، جو فارل، شان نوئل واکر و دن الیور - مرد عنکبوتی: راهی به خانه نیست – کلی پورت، کریس واگنر، اسکات ادلشتاین و دن سودیک | |

## حواشی ویل اسمیت و کریس راک

دیوار نگاری لحظه سیلی زدن ویل اسمیت به کریس راک در برلین

پس از اینکه کریس راک، کمدین آمریکایی و یکی از مجریان نود و چهارمین مراسم اسکار، با جادا پینکت، همسر ویل اسمیت که به دلیل بیماری موهای سرش ریخته، شوخی کرد، ویل اسمیت به روی سن رفت و به او سیلی زد. حاضران در مراسم ابتدا تصور کردند که این اتفاق بخشی از یک شوخی و نمایشی بوده‌است. ویل اسمیت بعداً وقتی به عنوان برنده جایزه بهترین بازیگر مرد اعلام شد، روی صحنه از آکادمی و حاضرین عذرخواهی کرد، او بعد از گذشت چند روز از کریس راک نیز عذرخواهی کرد. بعد از گذشت پیگیری های پی در پی برای مجازات، در نهایت شورای حکام آکادمی، اسمیت را از تاریخ ۸ آوریل ۲۰۲۲ به مدت یک دهه از حضور در تمامی برنامه های خود محروم کرد.
پینکت بعدها در مصاحبه‌ای که برای اولین بار درباره این موضوع حرف می‌زد، گفت:«در مورد شب اسکار هم می‌خواهم بگویم که بزرگ‌ترین آرزوی من این است که این دو مرد باهوش و توانا فرصتی برای صحبت و آشتی داشته باشند. در شرایط جهان امروز، ما به هر دوی آنها نیاز داریم. و همه ما در واقع بیش از هر زمان دیگری به یکدیگر نیاز داریم.» 
در هفته‌های پس از این حادثه، ویل علناً از کریس عذرخواهی کرد و از آکادمی استعفا داد. با این حال آکادمی اسمیت را به دلیل اعمال خشونت‌آمیز در مراسم اسکار به مدت ۱۰ سال از عضویت خود و نیز از حضور در هر رویداد آکادمی - حضوری یا مجازی - محروم کرده است.

### وبگاه‌های رسمی
- Academy Awards official website
- The Academy of Motion Picture Arts and Sciences official website
- Oscars Channel در یوتیوب (برگزارشده توسط آکادمی علوم و هنرهای سیpنما)